# Houghia calcarata
Houghia calcarata là một loài ruồi trong họ Tachinidae.